# Die vergessliche Mörderin
Die vergessliche Mörderin (Originaltitel Third Girl) ist der 57. Kriminalroman von Agatha Christie. Er erschien zuerst im November 1966 im Vereinigten Königreich im Collins Crime Club und im folgenden Jahr in den USA bei Dodd, Mead and Company. Die deutsche Erstausgabe veröffentlichte 1968 der Scherz Verlag (Bern / München / Wien) in der bis heute verwendeten Übersetzung von Edda Janus.
Es ermitteln Hercule Poirot in seinem 30. und Ariadne Oliver in ihrem fünften Roman.
Der Roman ist insoweit bemerkenswert, als Poirot faktisch von der ersten bis zur letzten Seite beteiligt ist und dass bis kurz vor Schluss kein klares Verbrechen untersucht wird.

## Einführung
Als eine junge Frau Poirot aufsucht, um ihn um Hilfe bei der Untersuchung eines Mordes zu bitten, den sie glaubt selbst begangen zu haben, ist sie entsetzt, wie alt Poirot ist. Sie verlässt ihn wieder, ohne ihre Geschichte zu erzählen. Poirot begleitet sie nach unten. Doch wer ist sie und was hat sie, wenn überhaupt, getan?

## Handlung
Ariadne Oliver, die in diesem Roman als Deus ex machina dient, führt Poirot mit einer Anzahl von Schlüsselspuren durch den Roman. Es beginnt damit, dass sie das Mädchen als Norma Restarick identifiziert, die sie auf einer Party getroffen hat. Als die beiden nun die Ermittlungen aufnehmen wollen, ist Norma scheinbar verschwunden. Mrs. Oliver trifft sich mit Normas Mitbewohnerinnen, mit denen sie die Wohnung 67 in den Borodene Mansions teilt: Claudia Reece-Holland (die sich als Sekretärin von Normas Vater herausstellt) und Frances Cary, ein schönes Mädchen mit langem dunklen Haar, das ihr ins Gesicht fällt. Beide haben Norma in letzter Zeit nicht gesehen. Auch ihr Vater und ihre Stiefmutter, die Poirot in Long Basing aufsucht, haben keine Ahnung, wo sie sich aufhalten könnte. Poirot trifft David Baker, Normas Freund, in dem Haus in Long Basing und stellt fest, dass Normas Stiefmutter sehr ärgerlich darüber ist, dass David Poirot in die Arme gelaufen ist. Er trifft auch den Besitzer des Hauses, Normas Großonkel väterlicherseits, Sir Roderick Horsefield, der schon alt ist und schlecht sieht. Normas Vater lebt seit seiner Rückkehr aus Afrika, wo er ein riesiges Vermögen erworben hat, bei seinem Onkel.
Mrs. Oliver liefert den nächsten Anhaltspunkt, als sie David und Norma in einem Café trifft. Sie ruft Poirot an, der Norma trifft, während sie David bis zu seinem Studio beschattet, aber enttarnt wird. Dort findet sie Frances vor, die einem anderen Maler Modell steht. Als Mrs. Oliver das Studio verlässt, wird sie niedergeschlagen.
Unterdessen erwacht Norma in der Obhut von Dr. Stillingfleet aus einer Bewusstlosigkeit, die sie sich zugezogen haben soll, als sie sich vor ein Auto werfen wollte. Das ist aber ein Red Herring, denn man soll denken, dass der Arzt, den der Leser bereits kennt, Norma entführt hat. In Wirklichkeit hat Poirot sie versteckt, um sie aus dem Gefahrenbereich zu bringen.
Andrew Restarick beauftragt Poirot mit der Suche nach seiner Tochter, möchte die Polizei aber nicht einschalten. Auch Sir Roderick bittet Poirot um Hilfe. Er vermisst Briefe aus der Zeit des Zweiten Weltkriegs, die, wenn sie öffentlich gemacht würden, ihn in eine große Bedrängnis brächten. Poirots Aufmerksamkeit wird auf Sir Rodericks Sekretärin gelenkt. Sie hat anscheinend Geheimnisse an einen Vertreter der Herzegovinischen Botschaft verraten. Aber das sind alles nur Finten, denn am Ende wird sie Sir Roderick heiraten.
Mrs. Oliver informiert Poirot nun über eine Frau, Louise Charpentier, die in der Wohnung 76 der Borodene Mansions wohnte und Selbstmord begangen hat. Das muss der Mord sein, von dem Norma glaubt, sie hätte ihn begangen. Poriot findet ihren wirklichen Namen heraus: Louise Carpenter, die ehemalige Geliebte von Andrew Restarick. Plötzlich ergibt auch der Brief einen Sinn, den Mrs. Oliver bei ihrem zweiten Besuch in den Borodene Mansions gefunden hatte, als die Möbelpacker das Apartment von Louise Charpentier geräumt haben: Ein Brief, in dem Louise Andrew um erneuten Kontakt bittet.
Stillingfleet informiert Poirot, dass Norma gegangen ist. Sie hatte in der Zeitung eine Anzeige gelesen, dass sie in ihre Wohnung kommen solle. Dort findet Frances Cary sie mit einem Messer in der Hand neben der Leiche von David Baker stehend. Norma behauptet, auch gegenüber der Nachbarin Miss Jacobs, den Mord begangen zu haben.
Am Ende stellt sich heraus, dass Andrew Restarick in Wirklichkeit ein Betrüger namens Robert Orwell ist, der die Identität von Andrew Restarick nach dessen Tod in Afrika angenommen hatte. Er ließ von David ein Porträt malen, so wie er vor fünfzehn Jahren ausgesehen hatte im Stil eines Gemäldes von Andrew. Mary Restarick führte in der Zwischenzeit ein Doppelleben – als blonde Mary und als dunkelhaarige Frances Cary, was sie mit Hilfe von verschiedenen Perücken realisierte. Nur von zwei Personen ging nun Gefahr aus: von David, der Orwell erpresste und von Louise Carpenter, die Restarick zu gut kannte, um den Tausch nicht zu durchschauen. Der Plan war, beide zu ermorden und die Morde Norma anzulasten. Diese wurde dafür unter Drogen gesetzt und konnte sich darum an verschiedene Zeitspannen nicht mehr erinnern.
Am Ende des Romans heiratet Norma Dr. Stillingfleet, der die ganze Zeit an ihre Unschuld geglaubt hatte und Mrs. Oliver erkennt, dass Poirot dieses Happy End von langer Hand geplant hat.

## Personen
- Hercule Poirot, der belgische Detektiv
- Ariadne Oliver, die berühmte Kriminalautorin
- Chief Inspector Neele, Poirots Quelle bei der Polizei
- Sergeant Conolly, ein Polizist
- Miss Felicity Lemon, Poirots Sekretärin
- George, Poirots Diener
- Dr. John Stillingfleet, ein Arzt
- Mr. Goby, ein privater Ermittler
- Norma Restarick, eine moderne junge Frau
- Mary Restarick, Normas Stiefmutter
- Andrew Restarick, Normas Vater
- Sir Roderick Horsefield, ein Politiker im Ruhestand
- Sonia, Sir Rodericks persönliche Assistentin
- David Baker, ein Künstler
- Claudia Reece-Holland, Normas Mitbewohnerin
- Frances Cary, Normas Mitbewohnerin
- Miss Jacobs, eine Nachbarin in Borodene Mansions

## Bezüge zu anderen Werken
In diesem Roman hat Dr. Stillingfleet einen erneuten Auftritt, den der Leser aus der Kurzgeschichte Der Traum bereits kennt. Auf Deutsch erschien sie in dem Sammelband Der Unfall und andere Fälle. Mr. Goby kennt man aus dem Wachsblumenstrauß.

## Verfilmungen
Der Roman wurde 2008 für die englische Fernsehserie Agatha Christie’s Poirot mit David Suchet als Poirot verfilmt. Die Handlung wurde dafür aus den 1960er Jahren in die 1930er Jahre verlegt, da die gesamte Serie in dieser Zeit spielt.

## Wichtige Ausgaben
- 1966 Collins Crime Club (London), November 1966
- 1967 Dodd Mead and Company (New York)
- 1968 deutsche Erstausgabe Scherz Verlag in der Übersetzung von Edda Janus[3]